# Augustus Maria Toebbe

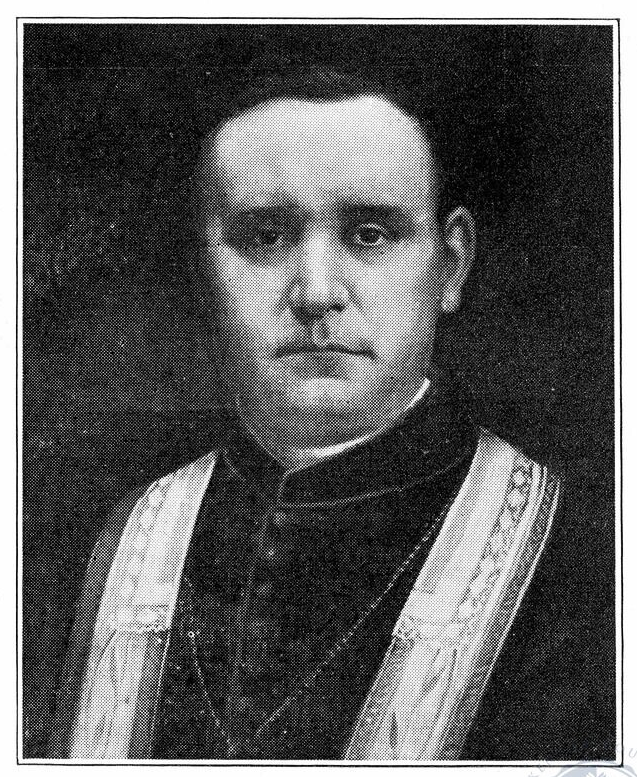
Bischof Augustus Maria Toebbe

Augustus Maria Bernhard Antonius Johannes Gebhard Toebbe (* 15. Januar 1829 in Meppen; † 2. Mai 1884 in Covington, USA) war ein deutscher römisch-katholischer Geistlicher und von 1869 bis 1884 zweiter katholischer Bischof von Covington.

## Leben
Augustus Maria Toebbe wurde im Emsland geboren und wanderte in die Vereinigten Staaten aus, wo er 1854 am Fest Kreuzerhöhung von Erzbischof John Baptist Purcell für das Erzbistum Cincinnati zum Priester geweiht wurde. Bis 1866 war Toebbe Seelsorger der deutschen St. Philomena-Gemeinde in Cincinnati.
Am 24. September 1869 ernannte Papst Pius IX. ihn zum zweiten Bischof von Covington. Am 9. Januar des Folgejahres spendete ihm der Bischof von Columbus, Sylvester Horton Rosecrans, die Bischofsweihe. Mitkonsekratoren waren der Bischof von Fort Wayne, John Henry Luers, und der Bischof von Louisville, William George McCloskey.
Toebbe starb im Alter von 55 Jahren und wurde in der St. Mary-Kathedrale in Covington beigesetzt. Später wurde er auf den St. Mary-Friedhof in Fort Mitchell umgebettet.